# Gardenia hansemannii
Gardenia hansemannii är en måreväxtart som beskrevs av Karl Moritz Schumann. Gardenia hansemannii ingår i släktet Gardenia och familjen måreväxter. Inga underarter finns listade i Catalogue of Life.